# 福島県道47号郡山長沼線
福島県道47号郡山長沼線（ふくしまけんどう47ごう こおりやまながぬません）は、福島県郡山市から須賀川市に至る県道（主要地方道）である。

## 概要

### 路線データ
- 総延長：18.431 km[1]
- 重用延長：9.363 km[1]
- 実延長：9.068 km[1]
- 起点：郡山市安積町荒井
- 終点：須賀川市長沼字門口（国道118号交点）

郡山市南部の安積地区と須賀川市西部の長沼地区を東西に連絡する。郡山市三穂田町富岡以降は福島県道29号長沼喜久田線と重複するため、須賀川市内での単独区間は存在しない。起点から東北自動車道郡山南インターチェンジまでは郡山市街地からインターまでのアクセス道路として片側2車線の幹線道路として整備され、起点より東側の市道部分と合わせ郡山南インター線の愛称がつけられている。

## 歴史
- 1982年4月1日 - 建設省告示第935号が公布され、県道郡山長沼線が主要地方道郡山長沼線として指定される。
- 1982年（昭和57年）4月1日 - 福島県によって現在の県道路線と路線名が認定される[2]。
- 1993年（平成5年）5月11日 - 建設省から、県道郡山長沼線が郡山長沼線として主要地方道に指定される[3]。

## 路線状況
かつては福島県道17号郡山停車場線（旧国道4号）安積一丁目交差点が起点であったが、郡山バイパスの全線開通により現在の起点に変更され路線が短縮された。郡山市街地においては旧来の長沼街道のバイパスとして建設されている。なお、本来の長沼街道は安積町荒井の区画整理により断絶されている。

### 重用路線
- 福島県道55号郡山矢吹線（郡山市三穂田町駒屋字石橋 地内）
- 福島県道29号長沼喜久田線（郡山市三穂田町富岡字壇ノ上 - 須賀川市長沼字門口（終点））

## 地理

### 通過する自治体
- 郡山市
- 須賀川市

### 交差する道路
- 郡山市内
  - 国道4号あさか野バイパス・内環状線（安積町荒井 起点）
  - 福島県道143号仁井田郡山線（安積町成田字北ノ内）
  - E4 東北自動車道 郡山南IC（三穂田町川田一丁目）
  - 福島県道55号郡山矢吹線（三穂田町駒屋字石橋）
  - 福島県道29号長沼喜久田線 郡山市喜久田方面・福島県道294号三穂田須賀川線（三穂田町富岡字壇ノ上）
- 須賀川市内
  - 福島県道109号安積長沼線（守屋字日渡）
  - 福島県道67号中野須賀川線（守屋字丸木橋）
  - 国道118号（長沼字門口 終点）

### 沿線にある施設など
- 郡山カルチャーパーク
- 郡山市役所 三穂田行政センター
- 郡山市立三和小学校
- 福島県立長沼高等学校